# 181 av. J.-C.
Cette page concerne l'année 181 av. J.-C. du calendrier julien proleptique.

## Événements
- 2 janvier (15 mars 573 du calendrier romain) : début à Rome du consulat de Publius Cornelius Cethegus et Marcus Baebius Tamphilus[1].
  - Loi Cornelia Baebia contre la vénalité du corps électoral (loi sur la brigue)[2].
  - Fondation de la colonie latine d’Aquilée[3], après la soumission des Celtes Insubres et Boïens, qui établit des relations avec les Celtes de Norique (3000 colons recrutés à des conditions très avantageuses, 40 ha chacun leur étant attribués).
  - Fondation d'une colonie romaine à Graviscae en Étrurie[1].
- Printemps : 
  - Le proconsul Paul Émile combat et défait les Ligures ingaunes, après qu’ils ont attaqué des navires de Massalia. Cette tribu fut totalement pacifiée l'année suivante et sa capitale Albingaunum fit soumission[4].
  - Début de la première Guerre celtibère (fin en 179 av. J.-C.). Les Lusones tentent de migrer en Carpétanie. Le préteur Quintus Fulvius Flaccus marche contre eux avec une petite armée et attaque le camp des rebelles par surprise à Aebura (entre Talavera de la Reina et Tolède), puis entre en Celtibérie et prend Contrebia, leur capitale, une nouvelle armée celtibère étant venue trop tard secourir la place[3].
  - Le roi du Pont Pharnace Ier attaque conjointement Eumène II de Pergame et Ariarathe IV de Cappadoce. Il envahit la Galatie avec une forte armée. Eumène réagit, mais les hostilités sont suspendues à la suite de l'arrivée de députés envoyés par le Sénat romain pour enquêter sur les questions en litige. Les négociations, qui se déroulent à Pergame, ne sont pas concluantes, et les exigences de Pharnace sont rejetées par les Romains comme déraisonnables. La guerre reprend jusqu’à l’été 179 av. J.-C.[5]⋅
- Juillet[6] : campagne de Philippe V de Macédoine en Thrace. Alors qu’il fait l’ascension du mont Hémus, il ordonne à son fils Démétrios, qu’il soupçonne d’avoir tenté d’assassiner son frère Persée, de rentrer en Macédoine sous escorte. Démétrios meurt empoisonné un peu plus tard[3].

## Naissances
- Cléopâtre II.

## Décès
- Démétrios, fils de Philippe V de Macédoine.